# Socket 423
El Socket 423 és un sòcol de CPU de 423 pins emprat per la primera generació de processadors Pentium 4, basat en el nucli Willamette.
El Socket 423 va tenir una vida molt curta, ja que tenia un disseny elèctric inadequat que no li permetia superar els 2 GHz. Va ser substituït pel Socket 478. Els dos sòcols són fàcilment diferenciables per la mida resultant: és més gran el 423 que el 478. Una altra característica que diferencien els dos sòcols són les tecnologies a les quals estan associats. El Socket 423 coincidí en una època que Intel tenia un acord amb Rambus pel que gairebé totes les plaques que podem trobar amb aquest tipus de sòcol, porten memòria RIMMER de Rambus.